# Jamie Milam
Jamie Milam, född 13 maj 1984, är en amerikansk ishockeyspelare (back).
Milam värvades till AIK från danska Totempo Hvik i januari 2009. I den danska högstaligan hade Milam gjort 14 mål och 16 assist på 41 spelade matcher. Han debuterade i AIK den 11 februari 2009 i en match mot Almtuna i Hockeyallsvenskan. Under sex matcher för klubben gjorde han två poäng (båda assist).